# Heno Patera
L'Heno Patera è una struttura geologica della superficie di Io.